# Vipiomorpha rugosa
Vipiomorpha rugosa är en stekelart som först beskrevs av Szepligeti 1913.  Vipiomorpha rugosa ingår i släktet Vipiomorpha och familjen bracksteklar. Inga underarter finns listade i Catalogue of Life.